# Nine Inch Nails

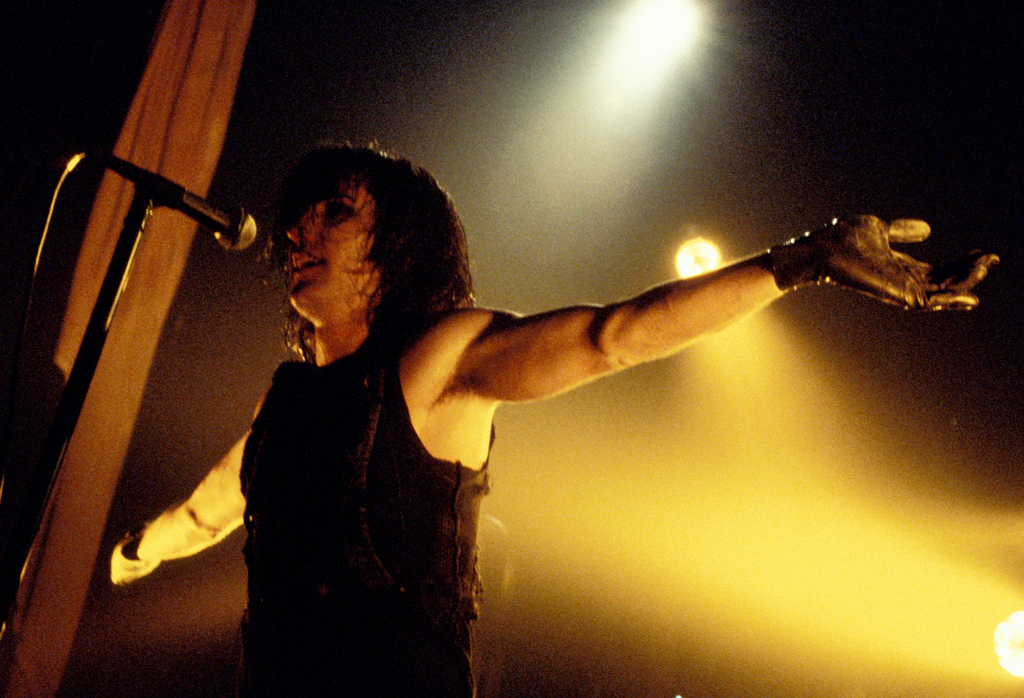
Optreden in 1994.

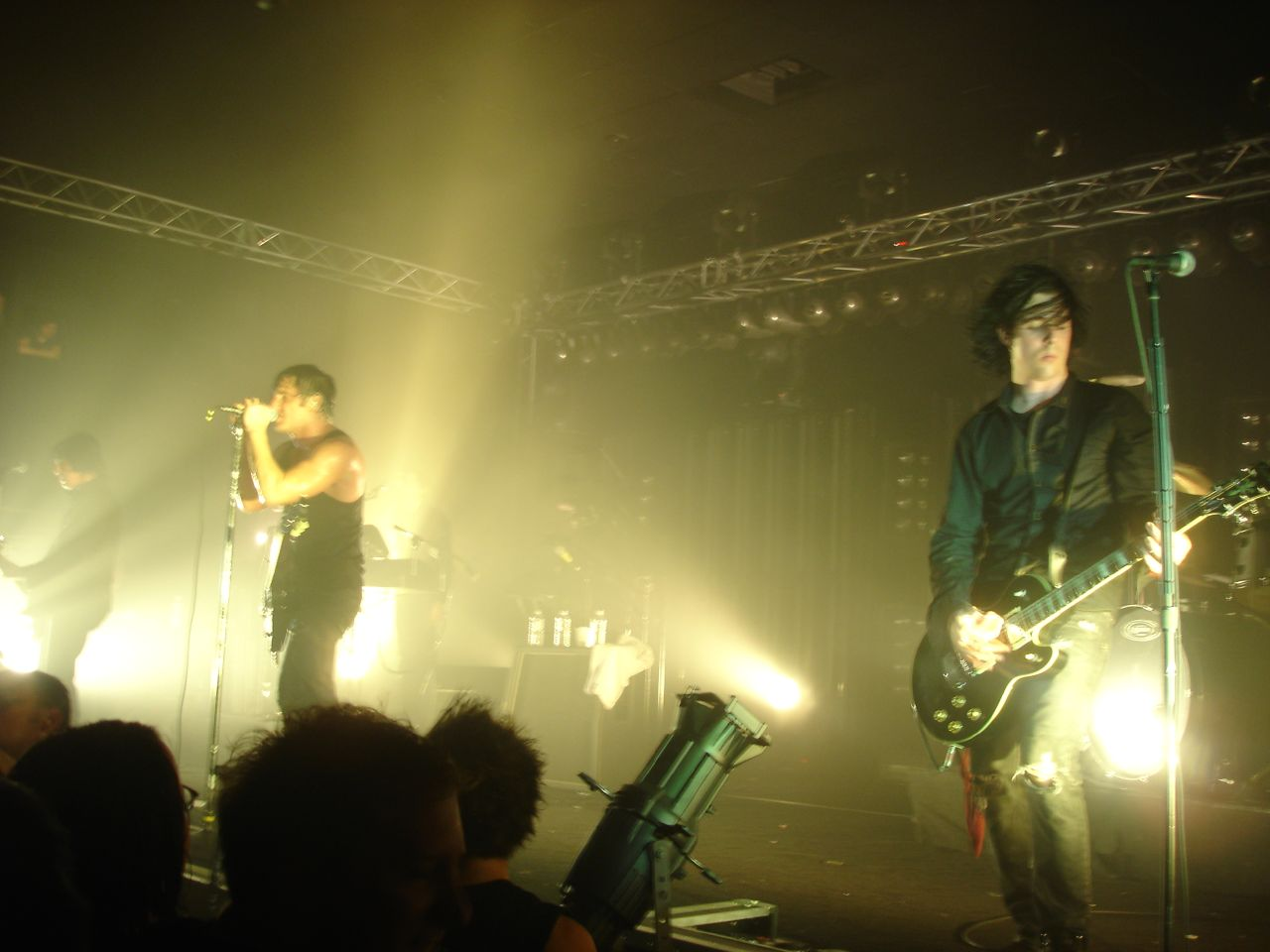
Optreden in 2005.

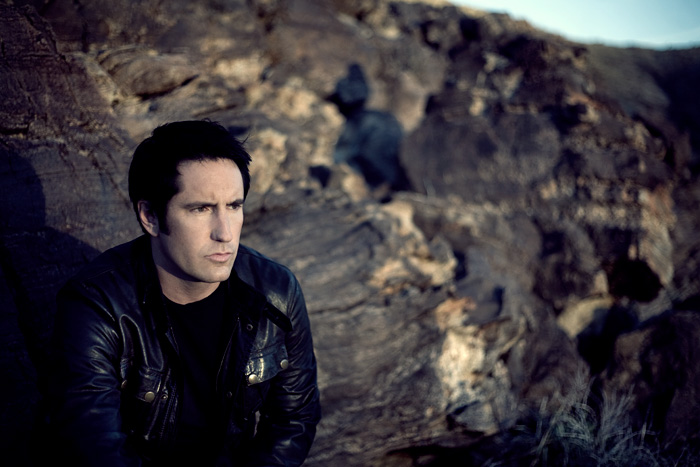
Trent Reznor in 2008.

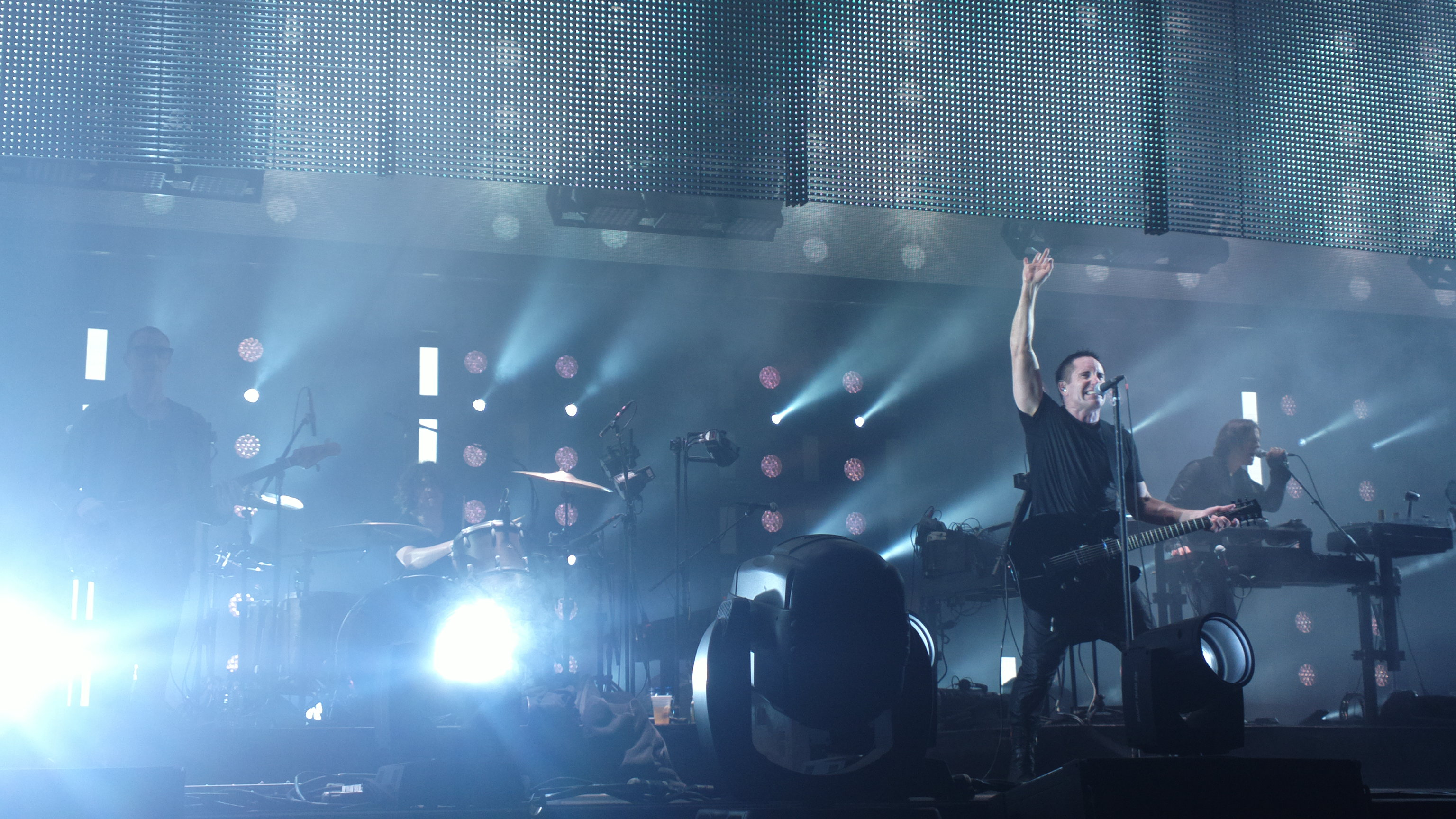
Optreden in 2013.

Nine Inch Nails (ook wel afgekort als NIИ) is een industrial rockband uit Cleveland in de Verenigde Staten, opgericht in 1988.
De oprichter, Trent Reznor, is voorman en creatief brein achter de muziek en de uitgebrachte albums. Hij werkt in de studio dikwijls alleen; bij live-optredens wordt hij vergezeld door een complete band die regelmatig van samenstelling wijzigt. Sinds 2016 is Atticus Ross officieel (het tweede) lid van Nine Inch Nails, hoewel hij reeds vanaf 2005 een bepalende rol speelt in het geluid van Nine Inch Nails.
De meeste uitgaven van Nine Inch Nails hebben een zogenaamd 'halo-nummer', en zijn zo identificeerbaar in chronologische volgorde. Wereldwijd verkocht de band meer dan 20 miljoen albums.

## Geschiedenis
Het eerste album Pretty hate machine (1989) bevatte de singles "Head like a hole" (dat een hit werd in de Verenigde Staten), "Down in it" en "Sin".
De tweede belangrijke plaat The downward spiral (1994) is een conceptalbum en een gevolg van Reznors depressie, vol boosheid, naargeestige teksten en verwijzingen naar sadomasochisme. De bijbehorende video voor het agressieve "Closer" haalde MTV niet ongecensureerd.
Het nummer "Hurt" werd later in 2002 akoestisch gecoverd door Johnny Cash, die tien maanden daarna overleed.
Trent Reznor componeerde na het succes van deze albums de muziek voor het computerspel Quake, werkte aan diverse soundtracks voor films, zoals Natural Born Killers en Lost Highway en deed productiewerk voor onder andere Marilyn Manson en David Bowie, met wie hij samen "I am Afraid of Americans" maakte.
Het uitkomen van het derde album, The Fragile (1999) duurde daardoor even, maar het resultaat was wel een dubbelaar. Singles ervan werden "Starfuckers Inc.", "The Day The World Went Away", "Into The Void" en "We're in this together".
In 2003 bracht Nine Inch Nails een live-verzamelaar uit, als reactie op de vele inferieure bootlegs die de ronde deden, genaamd And all that could have been. De limited edition bevat de bonus-cd Still, met een aantal oudere en nieuwe nummers akoestisch uitgevoerd.
Na zes jaar niets van betekenis meer te hebben uitgebracht, kwam in 2005 het album With Teeth uit, met de drie singles "The Hand That Feeds", "Only" en "Every day is exactly the same" en een bijbehorende wereldtournee. Van de eerste twee singles zijn alle afzonderlijke studio-opnamesporen vrijgegeven, zodat mensen ze naar believen zelf kunnen remixen. Het is een unicum dat een bekend artiest zoiets doet in de muziekindustrie.
In 2007 verscheen de laatste grote muziekuitgave van Nine Inch Nails, getiteld Year Zero. Het album heeft een anti-Amerika- en TijdreisThema, en klinkt minimalistisch met een noise-achtergrond. Het nummer "My Violent Heart" is tijdens de Europese tournee in 2007 'uitgelekt' op een USB-stick. Deze werd gevonden in een toilet in een Portugese concertzaal, en zodoende was het nummer op het internet te vinden voor dat het album uitkwam. Dit maakte deel uit van de grootse marketingcampagne rondom de uitgave van het album.
Ook van dit album zijn van een aantal nummers de opnamesporen vrijgegeven. Ze zijn in de vorm van zogenaamde meersporenbestanden te vinden op de Year Zero website. Trent Reznor baarde opzien door deze zelfs te uploaden naar de torrentsite The Pirate Bay.
Op 4 maart 2008 kondigde Nine Inch Nails plotseling het vierdelige album Ghosts aan, met 36 instrumentale tracks, dat nog dezelfde dag voor een klein bedrag vanaf de site te downloaden was. De eerste cd werd zelfs op een torrentsite geplaatst. Bijzonder is dat de muziek wordt verspreid onder een Creative Commons-licentie.

## Citaat
I think, fundamentally, music is something inherently people love and need and relate to, and a lot of what's out right now feels like McDonald's. It's quick-fix. You kind of have a stomachache afterwards.

(Ik denk dat muziek, fundamenteel gezien, iets is waar mensen inherent van houden en aan kunnen relateren, en veel van wat er nu wordt uitgebracht voelt als McDonald's. Het is ramwerk. Je krijgt er naderhand buikpijn van.)
— Trent Reznor, Salt Lake Tribune interview (2005)

## Discografie
- Halo 1 - Down in it (1989)
- Halo 2 - Pretty hate machine (1989)
- Halo 3 - Head like a hole (1990)
- Halo 4 - Sin (1990)
- Halo 5 - Broken (1992)
- Halo 6 - Fixed (1992) (Broken remixes)
- Halo 7 - March of the pigs (1994)
- Halo 8 - The downward spiral (1994)
- Halo 8DE - The downward spiral (2004)(Deluxe Edition: 2sacd disc 1: 5.1 mix, disc 2: 13 demos, remixes, b-sides)
- Halo 8DVD - The downward spiral (2004) (Dubbele versie, met kant 1: cd-versie, remastered, kant 2: dvd-versie, 5.1 mix)
- Halo 9 - Closer/Further away (2 cd-set uit 1994)
- Halo 10 - Further down the spiral (1995) (remixes, de UK en US versies van dit album verschillen significant)
- Halo 11 - The perfect drug (versions) (1997) (remixes van het nummer uit David Lynch' film Lost highway
- Halo 12 - Closure (dubbele videoset, enkel in Amerika in NTSC-formaat uitgegeven) (1997)
- Halo 13 - The day the world went away (1999)
- Halo 14 - The Fragile (1999)
- Halo 15 - We're in this together (3 cd-set uit 1999)
- Into the void (geen Halo, maar wel officieel) (1999)
- Halo 16 - Things falling apart (2000) (remixes van The Fragile)
- Halo 17 - And all that could have been (livealbum/dvd, 2 cd-versie bevat akoestische bonus-cd Still) (2002)
- Halo 18 - The hand that feeds (2005)
- Halo 19 - With Teeth (2005)
- Halo 20 - Only (2005)
- Halo 21 - Every day is exactly the same(2006)
- Halo 22 - Beside you in time (2007 live-dvd van de tournee With Teeth, ook op blu-ray en hd-dvd uitgebracht in Amerika)
- Halo 23 - Survivalism (Eerste Single van Year Zero) (2007)
- Halo 24 - Year Zero (2007)
- Capital G (geen Halo, maar wel officiële vinyl single) (2007)
- Halo 25 - Y34RZ3R0R3M1X3D (2007) (remixes)
- Halo 26 - Ghosts I-IV (2008)
- Halo 27 - The Slip (2008)
- Halo 28 - Hesitation Marks (2013)
- Halo 29 - Not the Actual Events (2016)
- Halo 30 - The Fragile: Deviations 1 (2016)
- Halo 31 - Add Violence (2017)
- Halo 32 - Bad Witch (2018)
- Halo 33 - Ghosts V: Together (2020)
- Halo 34 - Ghosts VI: Locusts (2020)

## Hitlijsten

### Albums
| Album met eventuele hitnotering(en) in de Nederlandse Album Top 100 | Datum van verschijnen | Datum van binnenkomst | Hoogste positie | Aantal weken | Opmerkingen |
| ------------------------------------------------------------------- | --------------------- | --------------------- | --------------- | ------------ | ----------- |
| With teeth                                                          | 29-04-2005            | 07-05-2005            | 34              | 5            |             |
| Year zero                                                           | 13-04-2007            | 21-04-2007            | 25              | 4            |             |
| The slip                                                            | 25-07-2008            | 02-08-2008            | 54              | 1            |             |
| Hesitation marks                                                    | 30-08-2013            | 07-09-2013            | 9               | 3            |             |
| Bad witch                                                           | 22-06-2018            | 30-06-2018            | 43              | 1            |             |

| Album met hitnotering(en) in de Vlaamse Ultratop 200 albums | Datum van verschijnen | Datum van binnenkomst | Hoogste positie | Aantal weken | Opmerkingen |
| ----------------------------------------------------------- | --------------------- | --------------------- | --------------- | ------------ | ----------- |
| The fragile                                                 | 1999                  | 30-10-1999            | 36              | 2            |             |
| With teeth                                                  | 2005                  | 07-05-2005            | 15              | 11           |             |
| Year zero                                                   | 2007                  | 28-04-2007            | 14              | 6            |             |
| Ghosts I-IV                                                 | 2008                  | 19-04-2008            | 54              | 4            |             |
| The slip                                                    | 2008                  | 02-08-2008            | 34              | 3            |             |

## Optredens in België
- 02/09/1991: AB, Brussel (in voorprogramma van Carter USM en The Wonder Stuff)
- 28/05/1994: Vooruit, Gent (met Pig)
- 30/06/2000: Rock Werchter, Werchter
- 02/07/2005: Rock Werchter, Werchter
- 18/03/2007: AB, Brussel (met Ladytron)
- 19/03/2007: AB, Brussel (met Ladytron)
- 18/08/2007: Pukkelpop, Hasselt
- 05/07/2009: Rock Werchter, Werchter
- 15/08/2013: Pukkelpop, Hasselt
- 28/05/2014: Lotto Arena, Antwerpen (met Cold Cave)
- 08/07/2018: Rock Werchter, Werchter
- 21/06/2025: Graspop, Dessel

## Optredens in Nederland
- 01/09/1991: Ein Abend In Wien, De Doelen, Rotterdam
- 31/05/1994: Paradiso, Amsterdam (met Pig)
- 28/11/1999: 013, Tilburg (met Atari Teenage Riot)
- 26/06/2005: Rockin' Park, Nijmegen
- 16/03/2007: 013, Tilburg (met Ladytron)
- 21/03/2007: Paradiso, Amsterdam (met Ladytron)
- 22/03/2007: Paradiso, Amsterdam (met Ladytron)
- 19/08/2007: Lowlands, Biddinghuizen
- 08/07/2009: Heineken Music Hall, Amsterdam (met Mew)
- 16/08/2013: Lowlands, Biddinghuizen
- 27/05/2014: Heineken Music Hall, Amsterdam (met Cold Cave)
- 27/06/2018: AFAS Live, Amsterdam (met Black Moth Super Rainbow)
- 29/06/2025: Ziggo Dome, Amsterdam (met Boys Noize)